# Alexander Dreyschock

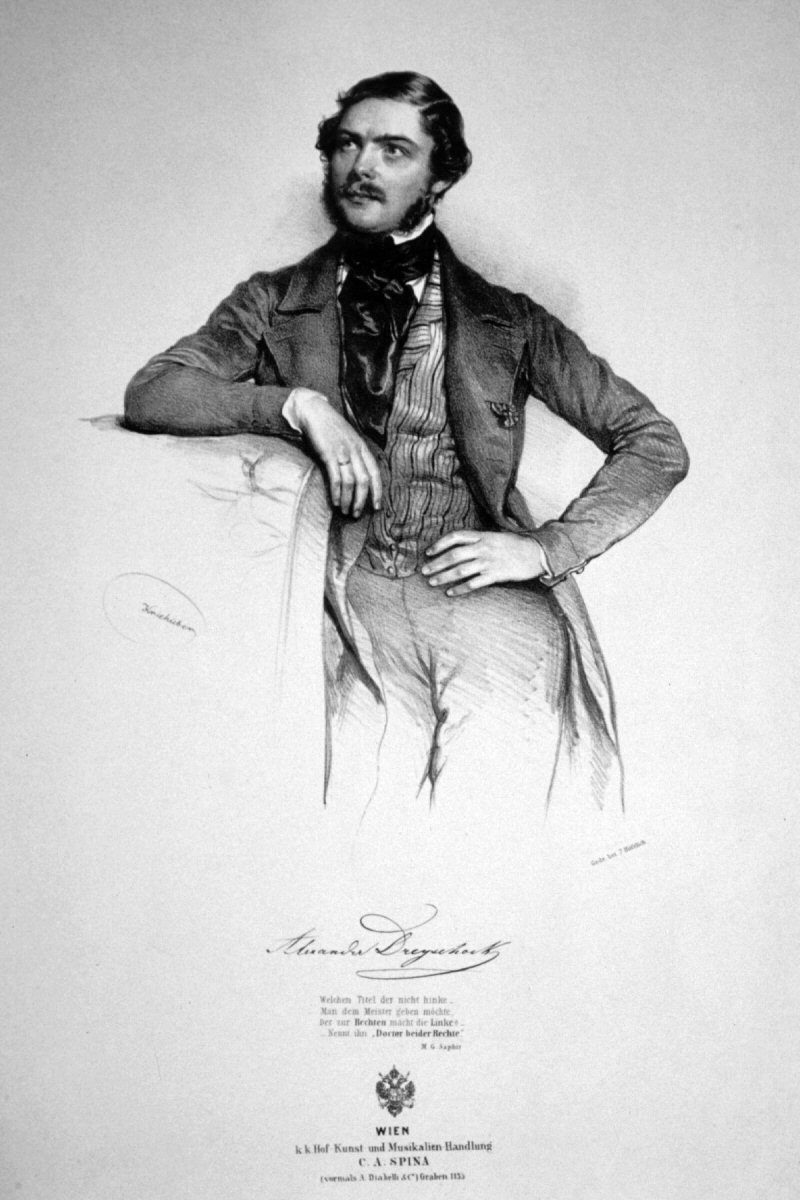
Alexander Dreyschock en 1845.

Alexander Dreyschock (15 de octubre de 1818, Žáky, Bohemia – 1 de abril de 1869, Venecia, Italia) fue un pianista y compositor checo del Romanticismo.

## Biografía
Alexander Dreyschock nació el 15 de octubre de 1818 en Žáky en el Reino de Bohemia (República Checa) en el Imperio austriaco. Se tuvo constancia de su talento musical cuando tenía ocho años de edad y con quince viajó a Praga para estudiar piano y composición con Václav Tomášek. Cuando tenía alrededor de veinte años, Dreyshock emprendió su primera gira profesional en diciembre de 1838, interpretando en varias ciudades del norte y centro de Alemania.
Sus giras posteriores le llevaron a visitar Rusia (1840-42); París (primavera de 1843); Londres, Países Bajos, Austria y Hungría (1846); y Dinamarca y Suecia en 1849. En otros lugares causó sensación con su prodigiosa ejecución de terceras, sextas y octavas, además de otras destrezas. Cuando debutó en París en 1843 incluyó su pieza para mano izquierda sola. Su mano izquierda es famosa y su proeza técnica más conocida fue interpretar los arpegios de a mano izquierda del Estudio Revolucionario de Frédéric Chopin en octavas. Los asistentes de la época informan que interpretaba en el tempo correcto y se sabe que lo programó en todos sus recitales.
En 1862 Dreyschock se convirtió en miembro del recién fundado Conservatorio de San Petersburgo por invitación de Antón Rubinstein. Fue designado pianista de la corte del Zar así como director de la Escuela Imperial de Música para Interpretaciones Operísticas. Mantuvo su doble cargo durante seis años pero su salud sufrió el clima ruso. Se trasladó al entonces Reino de Italia en 1868 y falleció de tuberculosis en Venecia el 1 de abril de 1869, a los 51 años. Por deseo de su familia, fue enterrado en Praga en el cementerio de Olšany.